# HNK Segesta Sisak
HNK Segesta Sisak ist ein kroatischer Fußballverein aus der Stadt Sisak. Es ist der älteste Verein in Kroatien und in diesem Teil von Europa, der zugleich noch immer aktiv ist.

## Geschichte
Bereits 1906 unter dem Namen NK Segesta Sisak gegründet und bis auf eine siebenjährige Periode nach dem Zweiten Weltkrieg, als der Name in Naprijed (dt. Vorwärts) umbenannt wurde, immer unter diesem Namen antretend, waren die größten Vereinserfolge im ehemaligen Jugoslawien drei Spielzeiten in der zweithöchsten Liga des Landes. 1966/67, 72/73 und 78/79 folgte auf den Aufstieg stets der direkte Abstieg.
Mit der Loslösung des kroatischen Fußballverbandes vom jugoslawischen Fußballverband erhielt der Verein den aktuellen Namen und trat in der zweiten Liga des unabhängigen Kroatien an. Zwischen 1992 und 1997 war Segesta Sisak Erstligist und nahm am UEFA Intertoto Cup 1996 teil.

## Stadion

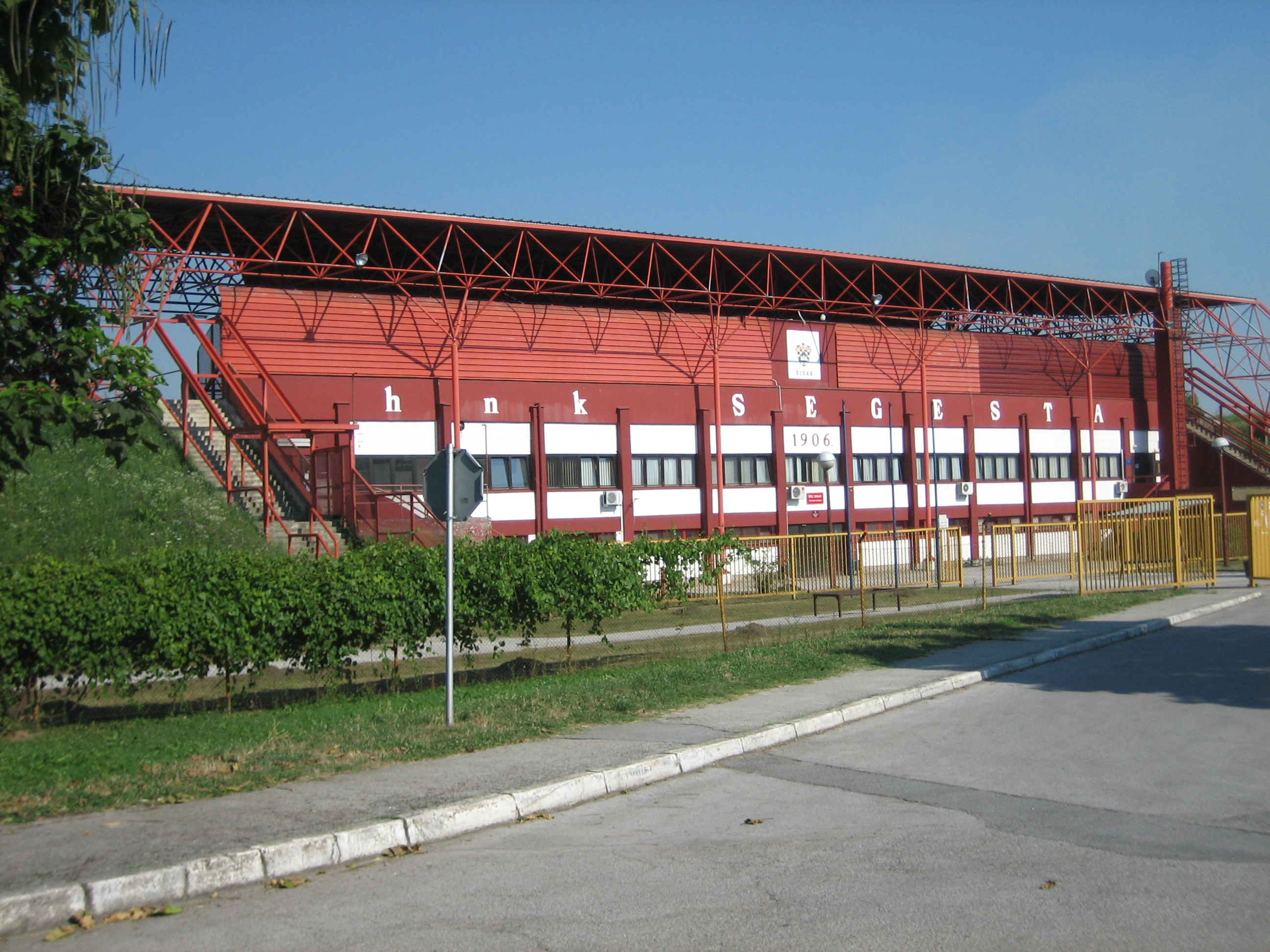
Gradski stadion Sisak – Heimat von HNK Segesta

## Spieler
- Mladen Bartolović (1996–1998)
- Marko Mlinarić (1991–1994)
- Tomislav Piplica (1993–1997)

## Trainer
- Zlatko Kranjčar (1992–1994, 1997)
- Branko Ivanković (1996)
- Srećko Bogdan (2007–2008)